# Hohenpolding
Hohenpolding település Németországban, azon belül Bajorországban. Lakosainak száma 1651 fő (2023. december 31.). Hohenpolding Neufraunhofen, Taufkirchen, Steinkirchen, Kirchberg, Buch am Erlbach, Vilsheim és Baierbach községekkel határos.

## Népesség
A település népessége az elmúlt években az alábbi módon változott:
| Lakosok száma | 540  | 701  | 1128 | 1433 | 1414 | 1469 | 1562 | 1598 | 1598 | 1651 |
|               | 1875 | 1950 | 1970 | 2011 | 2013 | 2014 | 2016 | 2019 | 2021 | 2023 |